# 白山镇 (庐江县)
白山镇，是中华人民共和国安徽省合肥市庐江县下辖的一个乡镇级行政单位。

## 行政区划
白山镇下辖以下地区：
白山社区、戴桥社区、九联村、同春村、金沈村、兴岗村、觉海村、十联村、鸡鸣村、五爱村和马鞍村。